# Glory 17: Los Angeles
Glory 17: Los Angeles foi um evento de kickboxing promovido pelo Glory em 21 de junho de 2014 no The Forum em Inglewood, California.

## Background
Esse evento foi o primeiro pay-per-view do Glory. O card principal desse evento contou com o título mundial de Rico Verhoeven vs. Daniel Ghiță pelo Título Peso Pesado Vago do Glory, outra luta pelo título de Marc de Bonte vs. Joseph Valtellini pelo Título Meio Médio do Glory, e um Torneio de Médios pelo Título Peso Médio do Glory. Os participantes do torneio de médios foram Alex Pereira, Artem Levin, Bogdan Stoica, Filip Verlinden, Joe Schilling, Melvin Manhoef, Simon Marcus e Wayne Barrett.
No card preliminar, um torneio de quatro lutadores de Contenders dos Penas e outras lutas não válidas pelo torneio aconteceram.
Mirko Filipović era esperado para enfrentar Pat Barry, e depois Sergei Kharitonov nesse card. Porém, em 21 de Maio, foi anunciado que Kharitonov teria que se retirar da luta com uma lesão. Ele foi substituído por Jarrell Miller.
Miguel Torres era esperado para fazer sua estréia no Glory como participante do Torneio de Penas. No entanto, em 28 de Maio, foi revelado que ele foi retirado do torneio por razões desconhecidas. Ele foi substituído por Marcus Vinicius.

## Resultados
^ a: Final do Torneio de Médios; Pelo Título Peso Médio.

^ b: Pelo Título Peso Pesado.

^ c: Semifinal do Torneio de Médios.

^ d: Pelo Título Meio Médio.

^ e: Quartas de Final do Torneio de Médios.

^ f: Final do Torneio de Contender dos Penas.

^ g: Semifinal do Torneio de Contender dos Penas.

## Chave do Torneio de Médios do Glory de 2014
|  | Quartas de Final | Quartas de Final | Quartas de Final |                 |     | Semifinal     | Semifinal | Semifinal |  |  | Final | Final | Final |  |
|  |                  |                  |                  |                 |     |               |           |           |  |  |       |       |       |  |
|  | 1                | Artem Levin      | DEC              |                 |     |               |           |           |  |  |       |       |       |  |
|  | 1                | Artem Levin      | DEC              |                 |     |               |           |           |  |  |       |       |       |  |
|  | 6                | Alex Pereira     | 3-0              |                 |     |               |           |           |  |  |       |       |       |  |
|  | 6                | Alex Pereira     | 3-0              |                 | 1   | Artem Levin   | DEC       |           |  |  |       |       |       |  |
|  |                  |                  |                  |                 | 1   | Artem Levin   | DEC       |           |  |  |       |       |       |  |
|  |                  |                  | 4                | Filip Verlinden | 3-0 |               |           |           |  |  |       |       |       |  |
|  | 4                | Filip Verlinden  | 4                | Filip Verlinden | 3-0 | DEC           |           |           |  |  |       |       |       |  |
|  | 4                | Filip Verlinden  |                  |                 |     |               |           |           |  |  |       |       |       |  |
|  | 7                | Melvin Manhoef   | 2-0              |                 |     |               |           |           |  |  |       |       |       |  |
|  | 7                | Melvin Manhoef   | 2-0              |                 | 1   | Artem Levin   | DEC       |           |  |  |       |       |       |  |
|  |                  |                  |                  |                 |     |               |           |           |  |  |       |       |       |  |
|  |                  |                  | 2                | Joe Schilling   | 3-0 |               |           |           |  |  |       |       |       |  |
|  | 2                | Joe Schilling    | 2                | Joe Schilling   | 3-0 | KO            |           |           |  |  |       |       |       |  |
|  | 2                | Joe Schilling    |                  |                 |     |               |           |           |  |  |       |       |       |  |
|  | 5                | Simon Marcus     | 4R.1             |                 |     |               |           |           |  |  |       |       |       |  |
|  | 5                | Simon Marcus     | 4R.1             |                 | 2   | Joe Schilling | DEC       |           |  |  |       |       |       |  |
|  |                  |                  |                  |                 | 2   | Joe Schilling | DEC       |           |  |  |       |       |       |  |
|  |                  |                  | 3                | Wayne Barrett   | 2-1 |               |           |           |  |  |       |       |       |  |
|  | 3                | Wayne Barrett    | 3                | Wayne Barrett   | 2-1 | KO            |           |           |  |  |       |       |       |  |
|  | 3                | Wayne Barrett    |                  |                 |     |               |           |           |  |  |       |       |       |  |
|  | 8                | Bogdan Stoica    | 3R.              |                 |     |               |           |           |  |  |       |       |       |  |

1 Round Extra

## Chave do Torneio de Contender de Penas do Glory de 2014
|  | Semifinal             | Semifinal             | Semifinal     |               |                | Final          | Final | Final |  |
|  |                       |                       |               |               |                |                |       |       |  |
|  | Gabriel Varga         | Gabriel Varga         | DEC           |               |                |                |       |       |  |
|  | Gabriel Varga         | Gabriel Varga         | DEC           |               |                |                |       |       |  |
|  | Yodkhunpon Sitmonchai | Yodkhunpon Sitmonchai | 3-0           |               |                |                |       |       |  |
|  | Yodkhunpon Sitmonchai | Yodkhunpon Sitmonchai | 3-0           |               | Shane Oblonsky | Shane Oblonsky | 3-0   |       |  |
|  |                       |                       |               |               | Shane Oblonsky | Shane Oblonsky | 3-0   |       |  |
|  |                       |                       | Gabriel Varga | Gabriel Varga | DEC            |                |       |       |  |
|  | Shane Oblonsky        | Shane Oblonsky        | Gabriel Varga | Gabriel Varga | DEC            | DEC            |       |       |  |
|  | Shane Oblonsky        | Shane Oblonsky        |               |               |                |                |       |       |  |
|  | Marcus Vinicius       | Marcus Vinicius       | 3-0           |               |                |                |       |       |  |

## Transmissão Internacional
| País           | Emissora                       |
| -------------- | ------------------------------ |
| Brasil         | TV Esporte Interativo          |
| Canadá         | Bell TV Fight Network Spike TV |
| Croácia        | Fight Channel Nova TV          |
| Holanda        | RTL 7                          |
| Romênia        | Digi Sport Sport.ro            |
| Turquia        | Kanaltürk                      |
| Reino Unido    | BT Sport 2                     |
| Estados Unidos | Spike TV                       |